# Resolución 253 del Consejo de Seguridad de las Naciones Unidas
La Resolución 253 del Consejo de Seguridad de las Naciones Unidas, adoptada por unanimidad el 29 de mayo de 1968, tras reafirmar resoluciones anteriores, el Consejo observó con preocupación que las medidas adoptadas hasta el momento no han logrado poner fin a la rebelión en Rodesia del Sur y condenó las recientes "ejecuciones inhumanas" llevadas a cabo por el régimen ilegal de Rodesia del Sur que han afrentado flagrantemente la conciencia de la humanidad". Después de condenar aún más al régimen y pedir al Reino Unido que pusiera fin a la rebelión en Rodesia del Sur, el Consejo decidió que todos los Estados miembros:
(a) - Impedir la importación de productos originarios de Rodesia del Sur después de la fecha de esta resolución, independientemente de la naturaleza jurídica de esos productos.
(b) - Suspender cualquier actividad de sus nacionales en los territorios de los Estados miembros de la ONU diseñada para promover la exportación de productos básicos de Rodesia del Sur.
(c) - Prohibir el envío de embarcaciones o aeronaves registradas en Rodesia del Sur o por ciudadanos de Rodesia del Sur que entren en su territorio.
(d) - Impedir la venta o el suministro por parte de sus nacionales o desde sus territorios de cualquier mercancía o producto (salvo aquellos destinados estrictamente a fines médicos, educativos, publicaciones, noticias y, en circunstancias humanitarias especiales, alimentos).
(e) - Prohibir el envío de mercancías por buques, aeronaves o transporte terrestre a través de su territorio con destino a Rodesia del Sur
El Consejo también decidió que los Estados miembros no deberían poner a disposición del régimen ninguna empresa comercial, industrial o de servicios públicos, incluidas las empresas turísticas, en Rodesia del Sur, fondos para inversión o cualquier otro recurso financiero o económico y evitarán que sus nacionales o cualquier persona en su territorio de poner a disposición dichos fondos o recursos y de remitir cualquier otro fondo a personas u organismos dentro de Rodesia del Sur, excepto para pensiones, servicios médicos, humanitarios, educación, noticias y, en algunas circunstancias, alimentos. El Consejo decidió además que los Estados miembros impedirían la entrada en su territorio de cualquier persona que viaje con un pasaporte de Rodesia del Sur, así como personas de quienes tengan razones para creer que residen normalmente en Rodesia del Sur y de quienes tengan razones para creer que han fomentado o alentado, o que es probable que fomenten o alienten, las acciones ilícitas del régimen ilegal.
Luego, el Consejo decidió que todos los Estados miembros impedirían que las compañías aéreas constituidas en sus territorios, así como las aeronaves de su registro o bajo alquiler a sus nacionales, operen hacia o desde Rodesia del Sur o se vinculen con cualquier compañía aérea constituida o aeronave registrada en Rodesia del Sur. Se pidió a los organismos especializados de las Naciones Unidas que tomaran todas las medidas posibles para impedir las actividades que promovieran, ayudaran o alentaran la emigración a Rodesia del Sur. El Consejo también solicitó a los Estados miembros y agencias de la ONU que ayuden a Zambia con carácter prioritario, ya que la implementación de esta resolución probablemente crearía problemas económicos en ese país. Finalmente, el Consejo decidió establecer un Comité para informar sobre la implementación de esta resolución.